# Еванте (супутник)
Еванте (грец. Ευάνθη) — супутник Юпітера, відомий також під назвою Юпітер XXXIII. 

## Відкриття
Відкритий 9 грудня 2001 року групою астрономів з Гавайського університету під керівництвом Скотта Шеппарда. Отримав тимчасове значення S/2001 J 7 . В серпні 2003 Міжнародний астрономічний союз присвоїв супутнику офіційне ім’я Еванте, в честь матері грацій .

## Орбіта
Супутник проходить повний оберт навколо Юпітера на відстані приблизно 20 465 000 км за 598,93 доби. Орбіта має ексцентриситет 0,2001°. Нахил ретроградної орбіти до локальної площини Лапласа 148,9°. Знаходиться у групі Ананке. 

## Фізичні характеристики
Діаметр Еванте приблизно 3 кілометри. Оціночна густина 2,6 г/см³. Супутник складається переважно з силікатних порід. Дуже темна поверхня має альбедо 0,04. Зоряна величина дорівнює 22,8m. 